# Sparna lycoides
Sparna lycoides là một loài bọ cánh cứng trong họ Cerambycidae.